# وورسکا بیتیشکا
وورسکا بیتیشکا (به لاتین: Veverská Bítýška) یک منطقهٔ مسکونی در جمهوری چک است که در شهرستان برنو-ونکوو واقع شده‌است. وورسکا بیتیشکا ۱۳٫۶۵ کیلومتر مربع مساحت و ۲٬۹۵۳ نفر جمعیت دارد و ۲۳۵ متر بالاتر از سطح دریا واقع شده‌است.